# 张宏伟 (1967年)
张宏伟(1967年11月-)，男，汉族，浙江省奉化人，法学学士学位，中国共产党党员，中华人民共和国政治人物。
曾任浙江省高级人民法院党组副书记、常务副院长等职务，现任云南省高级人民法院党组书记、院长。